# Milly-sur-Bradon
Milly-sur-Bradon és un municipi francès situat al departament del Mosa i a la regió del Gran Est. L'any 2007 tenia 170 habitants.

## Demografia

### Població
El 2007 la població de fet de Milly-sur-Bradon era de 170 persones. Hi havia 79 famílies, de les quals 24 eren unipersonals (8 homes vivint sols i 16 dones vivint soles), 35 parelles sense fills i 20 parelles amb fills.
La població ha evolucionat segons el següent gràfic:
Habitants censats

### Habitatges
El 2007 hi havia 102 habitatges, 76 eren l'habitatge principal de la família, 12 eren segones residències i 15 estaven desocupats. 90 eren cases i 12 eren apartaments. Dels 76 habitatges principals, 58 estaven ocupats pels seus propietaris i 18 estaven llogats i ocupats pels llogaters; 4 tenien dues cambres, 17 en tenien tres, 21 en tenien quatre i 34 en tenien cinc o més. 72 habitatges disposaven pel capbaix d'una plaça de pàrquing. A 35 habitatges hi havia un automòbil i a 29 n'hi havia dos o més.

### Piràmide de població
La piràmide de població per edats i sexe el 2009 era:
| Homes | Edats   | Dones |
| ----- | ------- | ----- |
| 0     | 95 o +  | 0     |
| 0     | 90 a 94 | 0     |
| 4     | 85 a 89 | 0     |
| 4     | 80 a 84 | 0     |
| 0     | 75 a 79 | 0     |
| 12    | 70 a 74 | 8     |
| 16    | 65 a 69 | 12    |
| 4     | 60 a 64 | 4     |
| 4     | 55 a 59 | 4     |
| 4     | 50 a 54 | 8     |
| 8     | 45 a 49 | 0     |
| 8     | 40 a 44 | 8     |
| 0     | 35 a 39 | 4     |
| 4     | 30 a 34 | 0     |
| 4     | 25 a 29 | 4     |
| 4     | 20 a 24 | 0     |
| 0     | 15 a 19 | 8     |
| 4     | 10 a 14 | 4     |
| 4     | 5 a 9   | 8     |
| 0     | 0 a 4   | 4     |

## Economia
El 2007 la població en edat de treballar era de 97 persones, 63 eren actives i 34 eren inactives. De les 63 persones actives 59 estaven ocupades (36 homes i 23 dones) i 4 estaven aturades (2 homes i 2 dones). De les 34 persones inactives 9 estaven jubilades, 9 estaven estudiant i 16 estaven classificades com a «altres inactius».

### Ingressos
El 2009 a Milly-sur-Bradon hi havia 78 unitats fiscals que integraven 177 persones, la mediana anual d'ingressos fiscals per persona era de 14.058 €.

### Activitats econòmiques
Dels 7 establiments que hi havia el 2007, 1 era d'una empresa extractiva, 2 d'empreses de construcció, 2 d'empreses de comerç i reparació d'automòbils, 1 d'una empresa d'hostatgeria i restauració i 1 d'una empresa immobiliària.
Els 2 serveis als particulars que hi havia el 2009 eren lampisteries.
L'any 2000 a Milly-sur-Bradon hi havia 5 explotacions agrícoles.

## Poblacions més properes
El següent diagrama mostra les poblacions més properes.